# هیتردال (مینه‌سوتا)
هیتردال، مینه‌سوتا (به انگلیسی: Hitterdal, Minnesota) یک شهر در ایالات متحده آمریکا است که در شهرستان کلی (ابهام‌زادیی) واقع شده‌است.

## خصوصیات
هیتردال ۲٫۴۳ کیلومترمربع مساحت و ۲۰۱ نفر جمعیت دارد و ۳۸۱ متر بالاتر از سطح دریا واقع شده‌است.